# 601-я рота коммандос
601-я рота коммандос (исп. Compañía de Comandos 601) — подразделение спецназа Сухопутных войск Аргентины.

## История
Рота сформирована на базе подразделения спецназа «Алькон 8» (Сокол, Halcon) 7 января 1982 года. Участвовала в Фолклендской войне. Снайпер из этого подразделения в одиночку задержал на несколько суток большой отряд САС, убив нескольких и ранив с десяток бойцов.
Бойцы этого подразделения носят зелёные береты.